# 奧萊艾綜合運動場
奧萊艾綜合運動場（英語：Oleai Sports Complex）是一個位於北马里亚纳群岛塞班岛的綜合運動場，主要用作足球比賽場地，能容納2,000名觀眾。球場表面是草地，場外有一條田徑跑道。

## 使用
運動場由北马里亚纳群岛政府營運，場內設有一個多用途室內運動場地，可用作籃球、排球和羽球球場地。這運動場是2005年第2次密克羅尼西亞田徑冠軍賽（ Micronesia Athletics Championships）的比賽場地，此外亦是當地區內籃球聯賽比賽場所
15°09′50″N 145°42′35″E / 15.1638888989°N 145.709722232°E